# Cinéma djiboutien

Drapeau djibouti sur un clap de cinéma

Le cinéma de Djibouti fait référence à l'industrie cinématographique de Djibouti.

## Histoire
Le conte est une coutume ancienne dans la culture djiboutienne. L'amour du cinéma n'est qu'une incarnation et une continuation moderne et visuelle de cette tradition bien établie. Les premières formes de projection publique de films à Djibouti étaient en français. Dans les années 1920, les premières salles de cinéma locales ont ouvert leurs portes, à une époque où la ville de Djibouti s'agrandissait. Les salles de cinéma sont devenues un lieu où les résidents locaux pouvaient regarder des films dans une atmosphère détendue. Avec le développement de l'industrie cinématographique locale, d'autres cinémas ont vu le jour. Parmi ces établissements, citons l'Eden en 1934, l'Olympia en 1939, le Paris en 1965 et l'Al Hilal en 1975.
Dans les années 1970, la capitale comptait cinq cinémas, un dans chaque district. Quelques tentatives de réalisation de films locaux ont été menées avec des acteurs locaux. L'une d'entre elles était Burta Djinka, un film en somali réalisé en 1972 par G. Borg. Après l'indépendance en 1977, un nombre croissant de sociétés de production et de distribution appartenant au gouvernement ainsi que de véritables salles de projection ont vu le jour. Dans les années 1990, deux des plus grands cinémas, Odeon et Olympia, ont fermé leurs portes,.